# Erik Bryggman
Erik Bryggman was een Fins architect. In de jaren twintig werkte hij regelmatig samen met Aalto Alvar maar toen Aalto in 1935 naar Helsinki verhuisde begon hij afzonderlijk een architectenbureau in Turku. Hij was verantwoordelijk voor een grootschalige uitbreiding van de  universiteitsbibliotheek van de Åbo Akademi. Ook was hij verantwoordelijk voor een grootschalige renovatie van Kasteel Turku, die zwaar beschadigd was in de Winteroorlog. Hij ligt begraven in de begraafplaats van Turku in de buurt van de door hem ontworpen Verrijzeniskapel.

## Galerij

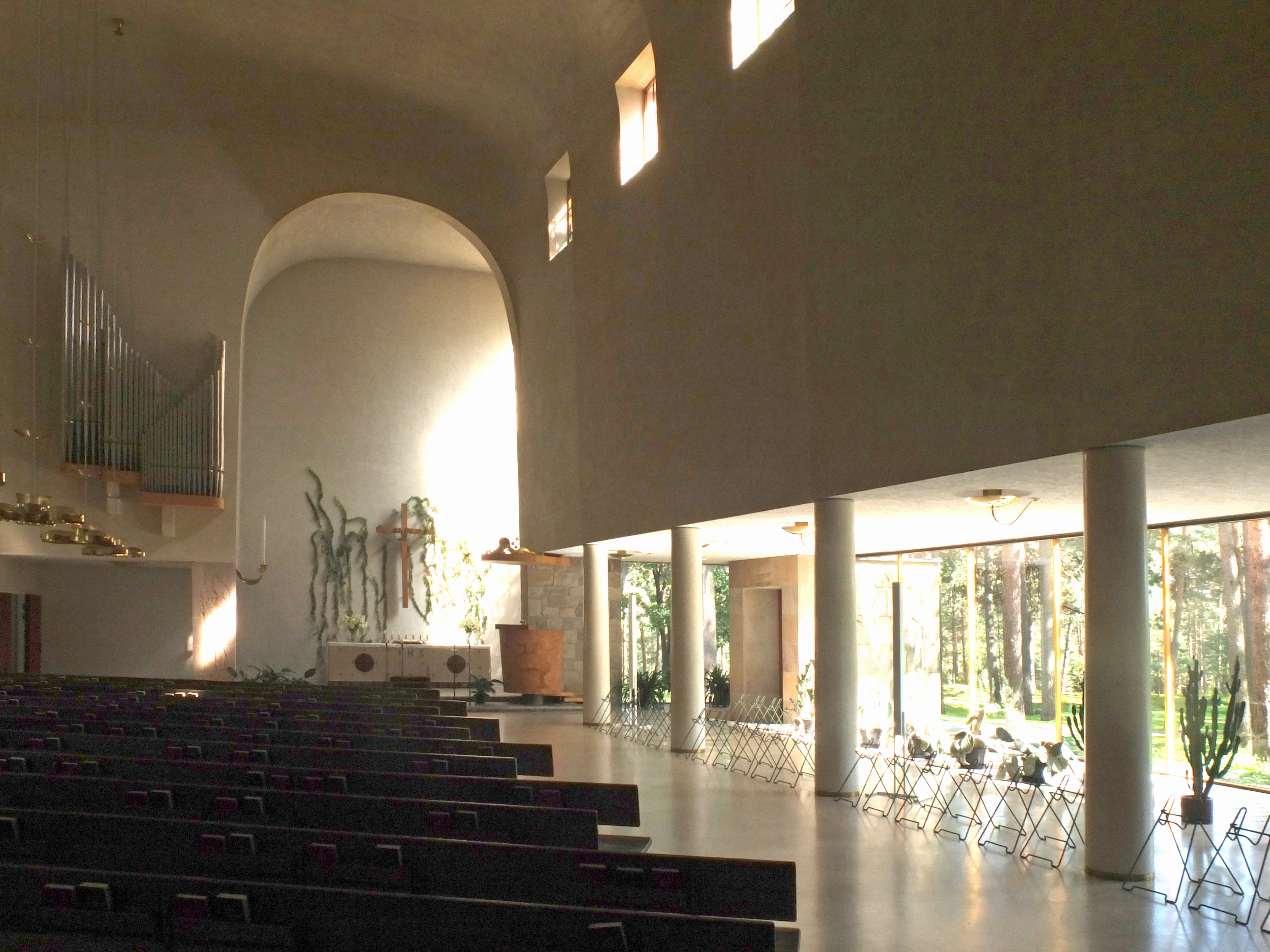
Verrijzeniskapel
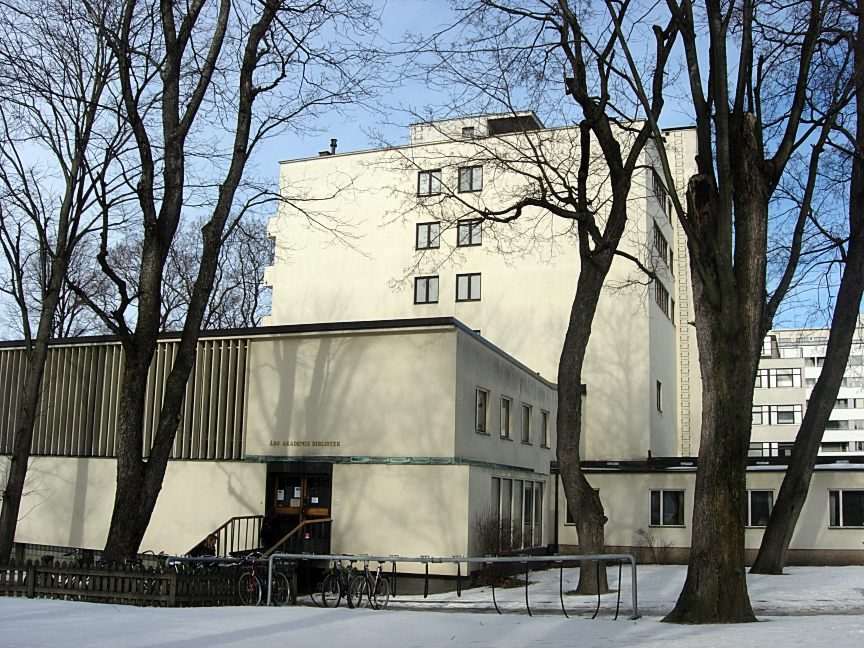
Bibliotheek Åbo Akademi
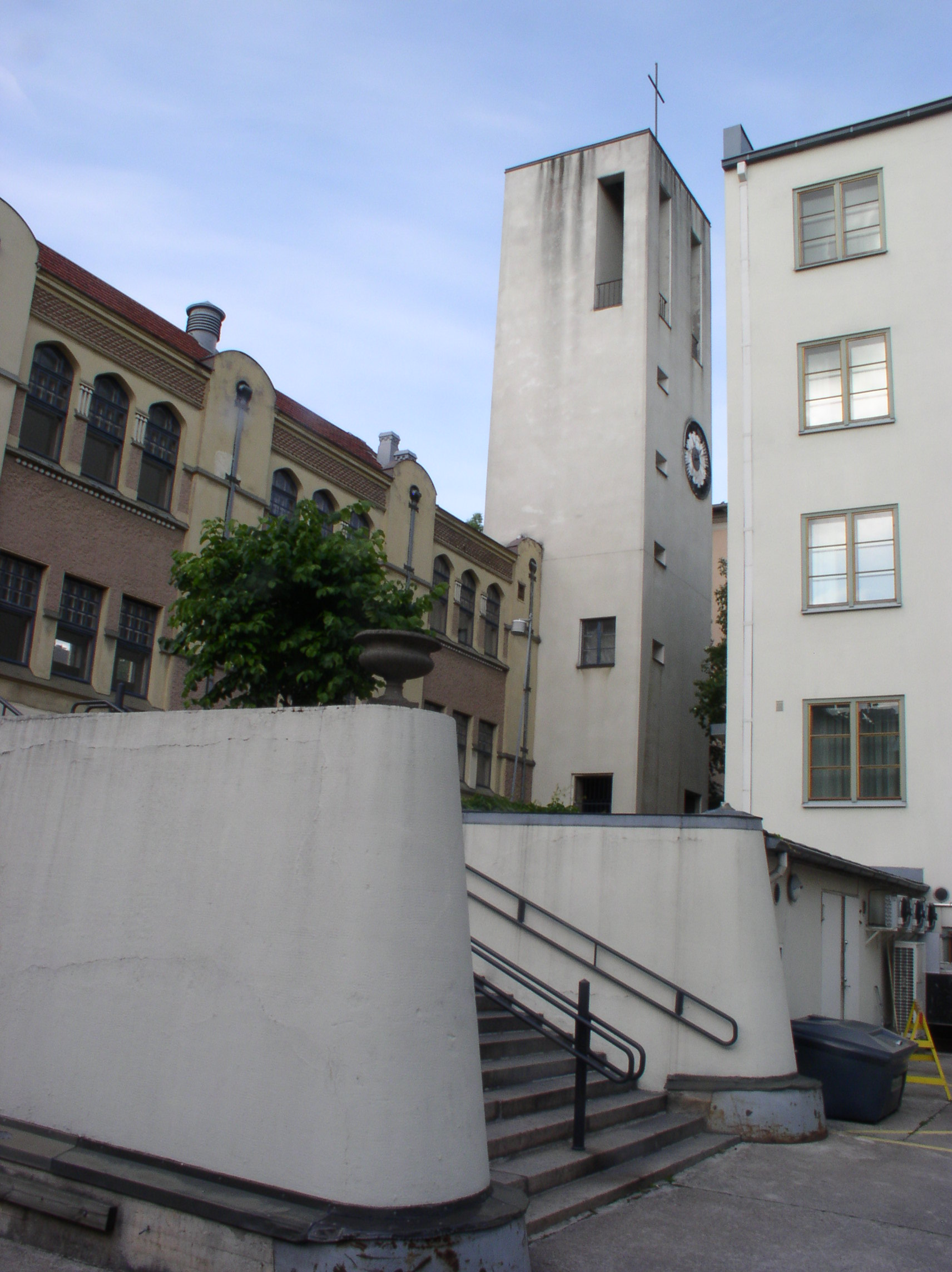
Beltoren van de Betelkerk
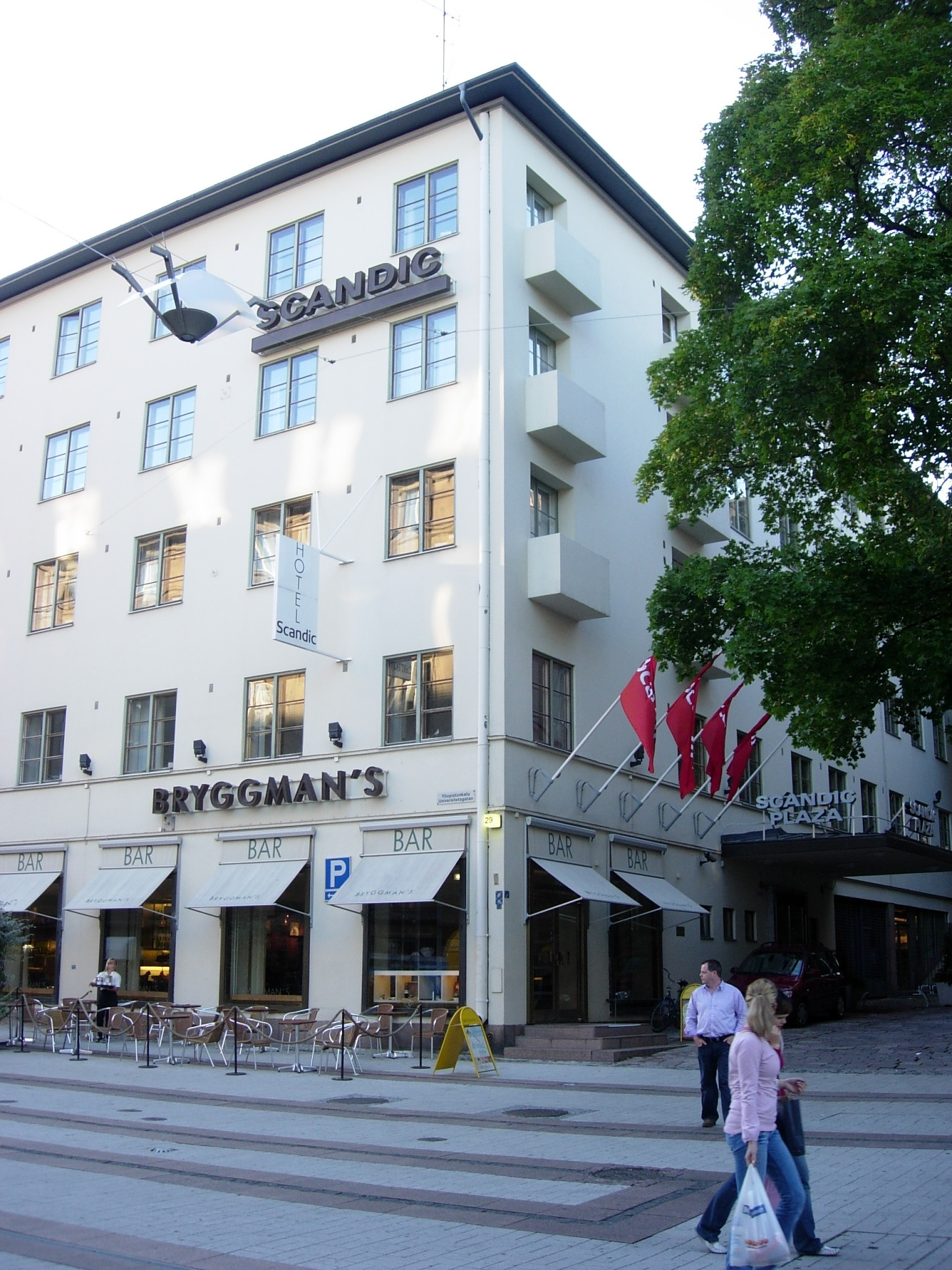
Hospots-Betel Hotel
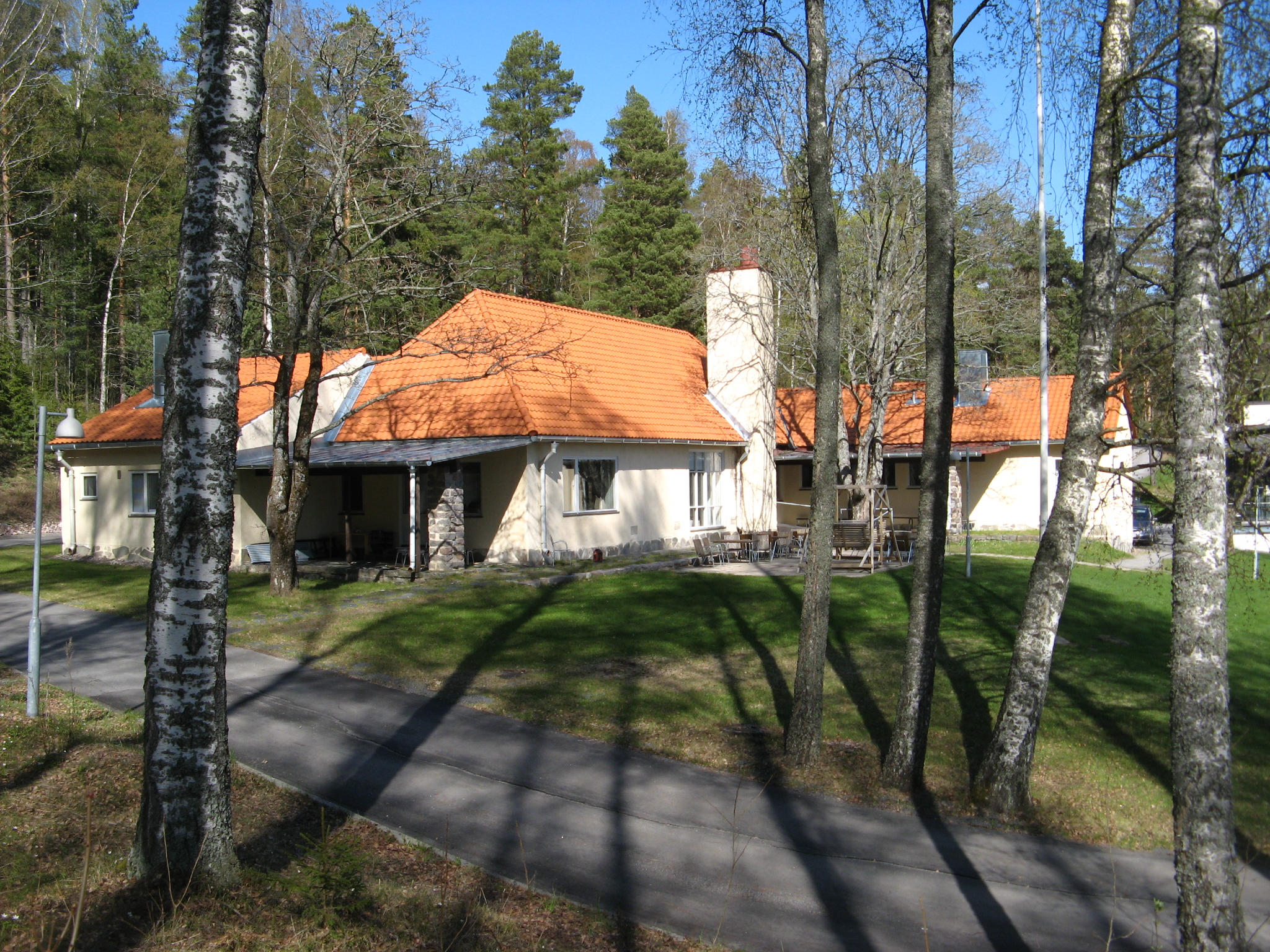
Villa Steffans

- Bibliothèque nationale de France: cb12323240w (data)
- Gemeinsame Normdatei: 135714273
- International Standard Name Identifier: 0000 0000 8363 0948
- Library of Congress Control Number: nr92028488
- Nationale Bibliotheek van Israël: 987007420009705171
- SNAC: w6km3qj9
- Système universitaire de documentation: 032145810
- Union List of Artist Names: 500092092
- Virtual International Authority File: 7722148997613159870003